# هينريتش هاردر
هينريتش هاردر (بالألمانية: Heinrich Harder)‏ هو رسام وفنان ورسام توضيحي وأستاذ جامعي ألماني، ولد في 2 يونيو 1858 في Putzar ‏ في ألمانيا، وتوفي في 5 فبراير 1935 في برلين في ألمانيا.